# 防弹胸甲

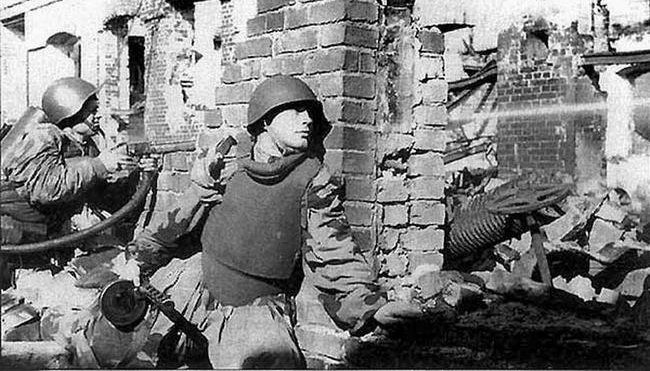
穿着SN-42的苏军士兵

防弹胸甲（俄語：Стальной нагрудник）是苏联红军在二次世界大战中使用的一种新型护胸甲，类似于现在的防弹衣。它包括了两个保护躯干前侧和腹股沟的锻压钢板。这种盔甲被提供给SHISBr（突击工兵）。

## 简介
根据第一次世界大战的经验，苏联红军于二十世纪30年代至40年代设计了一系列用于士兵防护的防弹胸甲，包括︰
- SN-38
- SN-39
- SN-40，SN-40A
- SN-42，由厚约2毫米的二块锻压钢板制成，重量3.3-3.5 公斤。保护面积 0.2 平方米。
- SN-46

型号中的“SN”代表钢金属材料，而数字则是指设计年份。这些款式中只有SN-42被正式投产。这些防弹衣被供应给突击工兵（SHISBr）及一些装甲旅的坦克步兵 （Tankodesantnikam）使用。
从实战中经验得悉，它能有效保护步兵免受小口径枪弹和破片的伤害。在100至125米的距离上，德军MP40冲锋枪配备的9毫米子弹没有能力击穿这款防弹胸甲。因此它特别适用于城市巷战，比如斯大林格勒战役中，当时德军使用了大量的MP40冲锋枪。
但也因为这种防弹胸甲太重的原因，使它不能大规模推广。前线战士对这种胸甲的性能毁誉参半，在巷战和其他类型的近身战斗中非常有用。然而，有时在攻击中穿着这种沉重的铁甲也是一种不必要的负担。
如果按现代标准，这种胸甲的防弹能力大约相当于第 II 类防弹背心。
- 苏联：SN-42于1942年在苏军中使用。
- 波兰：东线的波兰第一集团军 在1944 年 10 月 31 日共有 1000件。
- 纳粹德国：德军捕获一些苏军的防弹胸甲来供应德国军队，还在德国进行了有限数量的仿制。

## 类似的设计
在第一次世界大战期间，钢胸甲就被德国（Sappenpanzer）、 英国和法国大规模生产。
在 1920年-1930 年，类似的护甲就在波兰警察中服务。在 1920年-1930 年，几种类型的钢制护甲被开发出来为在中国作战的日军士兵使用。